# Mossa
Mossa é uma comuna italiana da região do Friuli-Venezia Giulia, província de Gorizia, com cerca de 1.643 habitantes. Estende-se por uma área de 6 km², tendo uma densidade populacional de 274 hab/km². Faz fronteira com Capriva del Friuli, Farra d'Isonzo, Gorizia, San Floriano del Collio, San Lorenzo Isontino.

## Demografia
| Variação demográfica do município entre 1861 e 2011                               |
|                                                                                   |
| Fonte: Istituto Nazionale di Statistica (ISTAT) - Elaboração gráfica da Wikipedia |